# هارلی دیان
هارلی دیان (انگلیسی: Harlee Dean؛ زادهٔ ۲۶ ژوئیهٔ ۱۹۹۱) بازیکن فوتبال اهل بریتانیا است.
از باشگاه‌هایی که در آن بازی کرده‌است می‌توان به باشگاه فوتبال ساوت‌همپتون، باشگاه فوتبال تاروک، باشگاه فوتبال ردبریج، باشگاه فوتبال براینتری تاون، باشگاه فوتبال بیشاپس استورتفورد، باشگاه فوتبال داگنم و ردبریج، باشگاه فوتبال برنتفورد، باشگاه فوتبال بیرمنگام سیتی، و باشگاه فوتبال گرایس اتلتیک اشاره کرد.